# Trivières
 Trivières is een dorp in de Belgische provincie Henegouwen en een deelgemeente van de Waalse stad La Louvière. Tot 1 januari 1977 was het een zelfstandige gemeente.

## Bezienswaardigheden
- De Sint-Martinuskerk (Église Saint-Martin) is een neoromaans kerkgebouw van 1877. Deze verving een romaans bedehuis dat in 1875 gesloopt werd.
- De Chapelle Notre-Dame-au-Puits werd in 1509 gebouwd, in de 16e eeuw vernield maar in 1664 herbouwd. De kapel werd beschadigd tijdens de Franse Revolutie, maar in 1875 hersteld.
- Het Kasteel van Trivières (ook: Château de Wolff de Moorsel) werd begin 19e eeuw gebouwd en in 1908 aan de mijnmaatschappij verkocht. In 1914 kwam het aan de gemeente. In 1949 verwoest door brand en in 1953 herbouwd. Tegenwoordig een cultureel centrum.

## Natuur en landschap
Trivières ligt aan de Hene. De Ruisseau de la Princesse vloeit hier in de Hene. Ten noordwesten ligt nog een mijnterril. De hoogte aan de kerk bedraagt 61 meter.

## Economie
In 1786 werd een concessie voor steenkoolwinning uitgegeven. De belangrijkste mijn was de Quesnoy. De schachten, 960 meter diep, werden omstreeks 1900 aangelegd. In 1963 sloot de mijn. 

## Demografische ontwikkeling
- Bronnen:NIS, Opm:1831 tot en met 1970=volkstellingen, 1976= inwoneraantal op 31 december

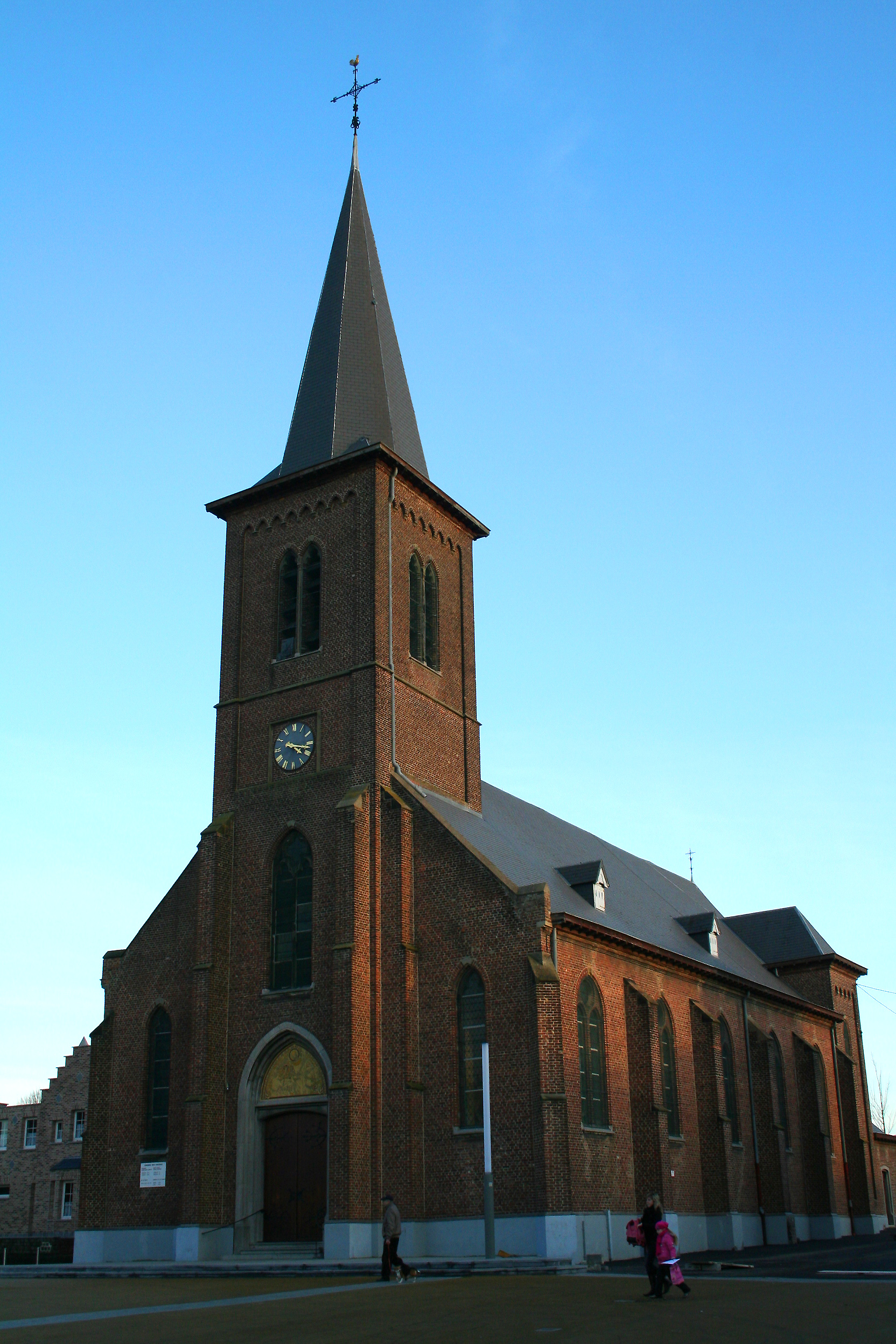
Sint-Martinuskerk
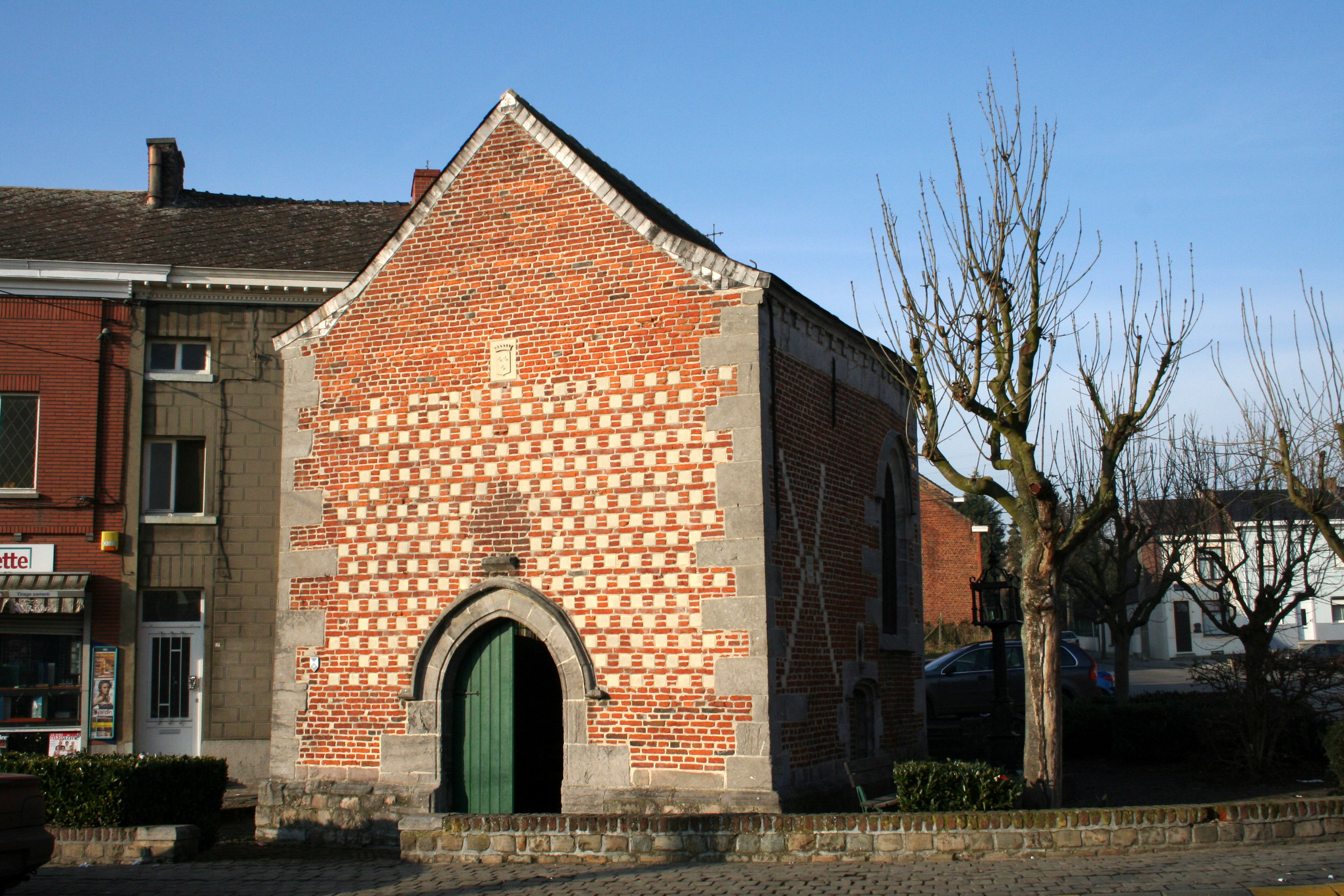
Kapel Notre-Dame du Puits (1664)

## Nabijgelegen kernen
Saint-Vaast, Péronnes-lez-Binche, Maurage, Strépy-Bracquegnies